# Levi (namn)
Levi är ett förnamn. 
Namnsdag i Sverige: saknas (2 oktober mellan 1986 och 1993). I den finlandssvenska namnsdagslängden har Levi namnsdag 18 augusti sedan 2020.

## Personer med namnet Levi
- Levi Leipheimer, amerikansk cyklist
- Leevi Madetoja, finländsk tonsättare
- Levi Strauss & Co, amerikanskt klädmärke
- Levi Rickson, författare
- Levi Woodbury, amerikansk politiker
- Levi Eshkol, politiker, Israels premiärminister 1963-1969
- Levi P. Morton, amerikansk politiker
- Lewi Pethrus, ledare Pingströrelsen
- Lars Levi Læstadius, grundare Læstadianismen
- Levi Stubbs, sångare i The Four Tops